# Best of Kris Kross Remixed '92 '94 '96
Pour les articles homonymes, voir Best of.
Albums de Kris Kross
Young, Rich and Dangerous
(1996) Gonna Make U Jump
(1998)
Best of Kris Kross Remixed '92 '94 '96 est une compilation de remixes de Kris Kross, sortie le 26 novembre 1996.

## Liste des titres
| No  | Titre | Contient un (des) sample(s) de                                                                          | Durée |
| --- | --- | --- | ----- |
| 1.  | Jump (Super Cat Dessork Mix) (featuring Super Cat)                                                                    | | 3:52  |
| 2.  | Warm It Up (Dupri's Mix) (featuring Jermaine Dupri)                                                                   | | 3:49  |
| 3.  | It's a Shame (Playin' the Game Mix)                                                                                   | Kool Is Back de Funk, Inc. Pump That Bass d'Original Concept                                            | 4:41  |
| 4.  | The Way of the Rhyme (Live Version)                                                                                   | Jump (Super Cat Mix) de Kris Kross featuring Super Cat Slow and Low des Beastie Boys Jump de Kris Kross | 4:18  |
| 5.  | Alright (Humps For Your Trunk Mix)                                                                                    | Outstanding du Gap Band                                                                                 | 4:07  |
| 6.  | Da Bomb (Remix - The Explosive Mix) (featuring Da Brat)                                                               | | 3:51  |
| 7.  | I'm Real (Butcher Mix)                                                                                                | | 3:26  |
| 8.  | Tonite's Tha Night (Kris Kross Redman Remix) (featuring Redman)                                                       | | 3:22  |
| 9.  | Live and Die for Hip Hop (DJ Clark Kent Mix) (featuring Da Brat, Aaliyah, Jermaine Dupri, Mr. Black et DJ Clark Kent) | | 3:47  |
| 10. | Raide | | 3:05  |